# 大众ID.7
大众ID.7是大众汽车自2023年起生产的一款中高级行政純電動車，也是大众ID.系列首款旗舰级纯电动轿车。该车为5门揭背車，另提供有旅行车版本，于2024年2月推出。

## 历史

### 概念车版本
大众ID.7量产前有三款概念车版本，分别是概念版旅行车大众ID. Space Vizzion、概念版轿车ID. Aero以及由上汽大众推出的概念版ID. Next。

### 量产车版本
大众ID.7早于2023年1月4日在美国拉斯维加斯举行的消費電子展展出近乎量产的伪装版本。2023年4月17日，大众在柏林和上海车展全球同步首发ID.7。该车型取代帕萨特和Arteon，成为该品牌的全新旗舰车型。ID.7采用大众集团MEB平台，其主要竞争对手为特斯拉Model S和宝马i4。
在欧洲市场销售的ID.7于德国埃姆登工厂生产。而在中国大陆，ID.7分为两款车型，其中ID.7 Vizzion由一汽大众生产，于2023年12月上市；而ID.7 S则由上汽大众生产，2024年2月列入工信部产品公告，惟尚未正式发布。两款车型在外观上有小幅差别。由于ID.7外形较大，且采用标准后轮驱动布局，与此前的Arteon和帕萨特均采用标准前轮驱动布局不同，ID.7定位高端，与同类车辆展开竞争。
2024年2月19日，大众推出ID.7的旅行车版ID.7 Tourer，其长度与轿车版相同。

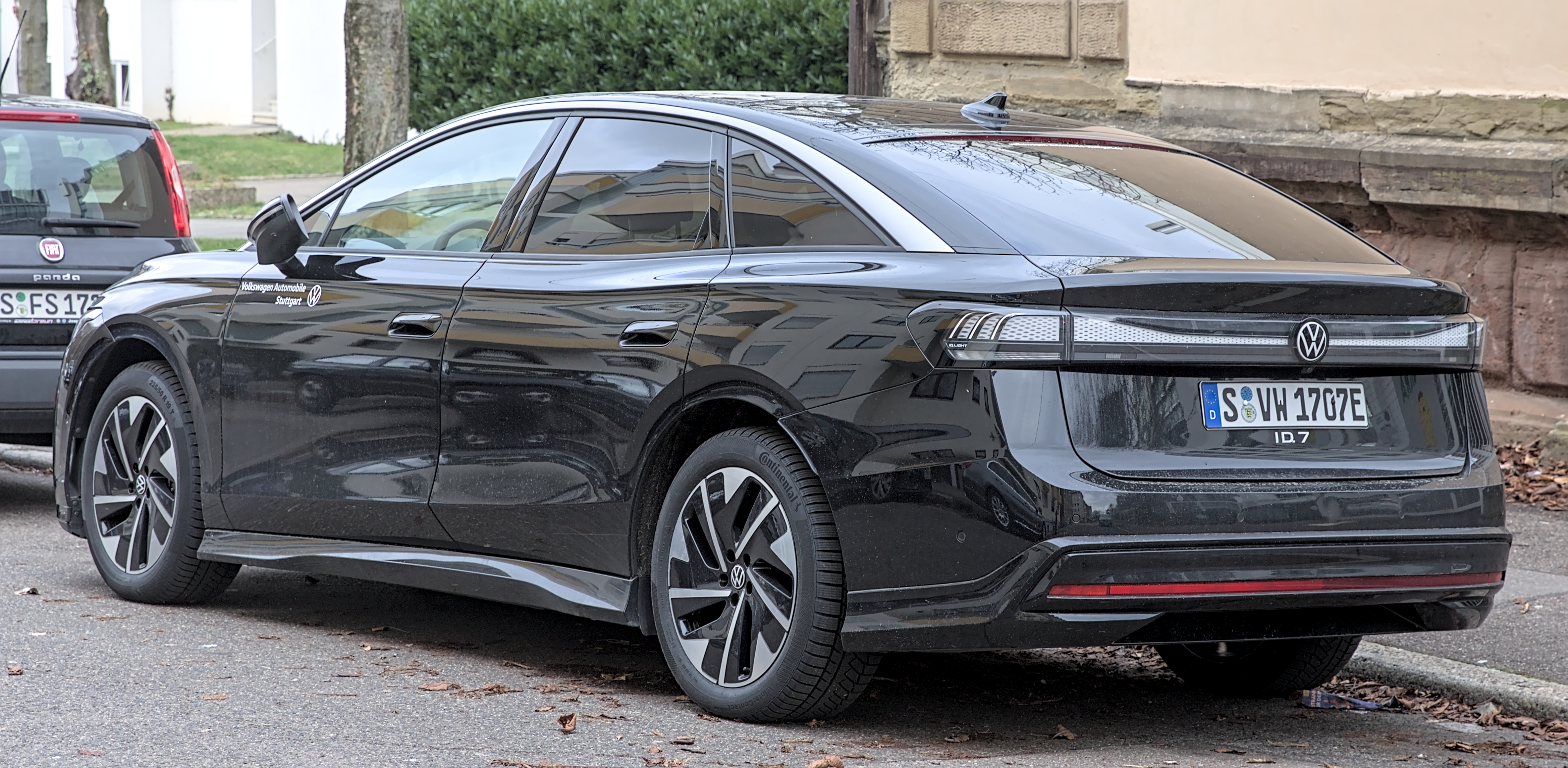
后侧
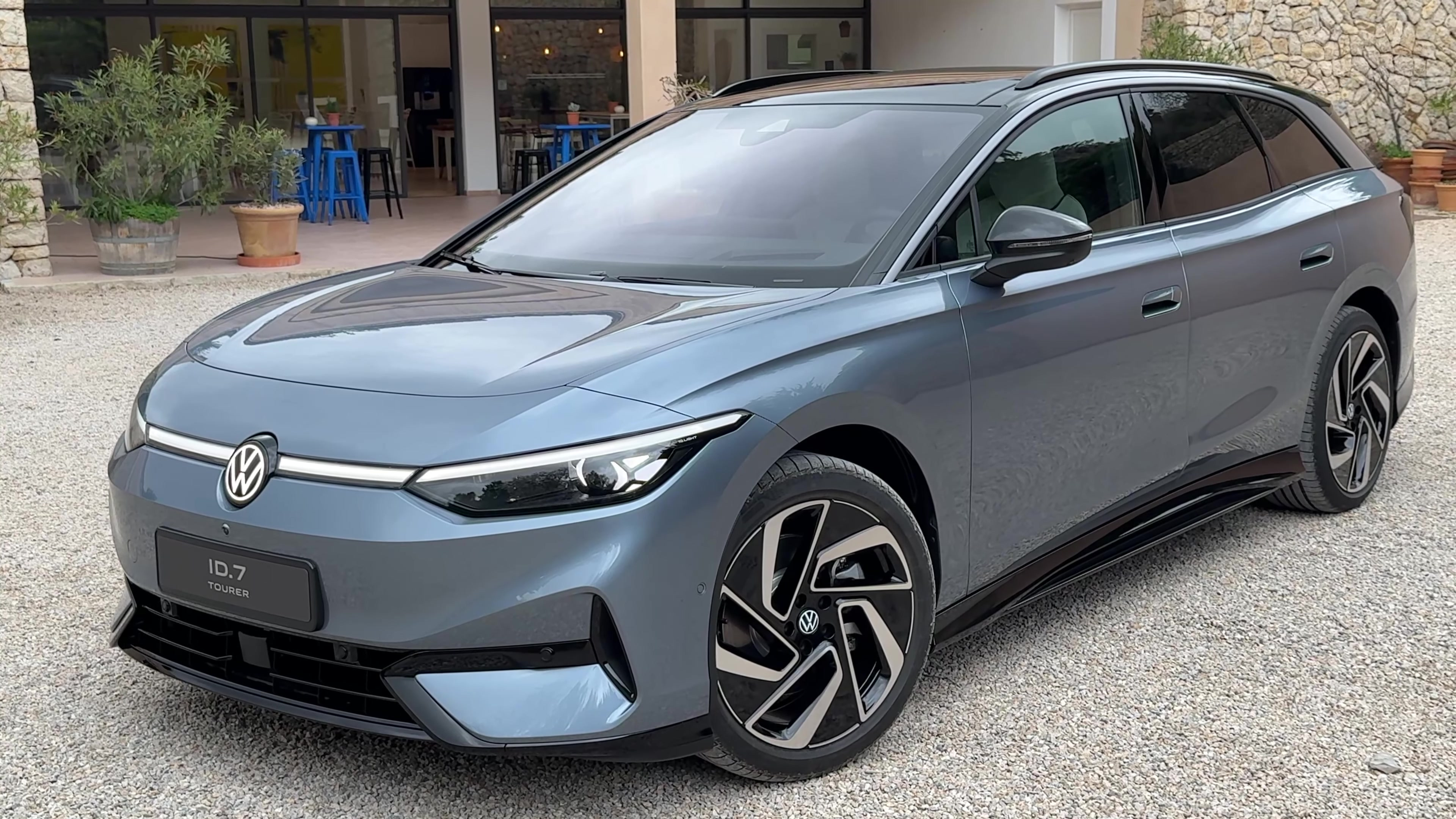
旅行车版前侧
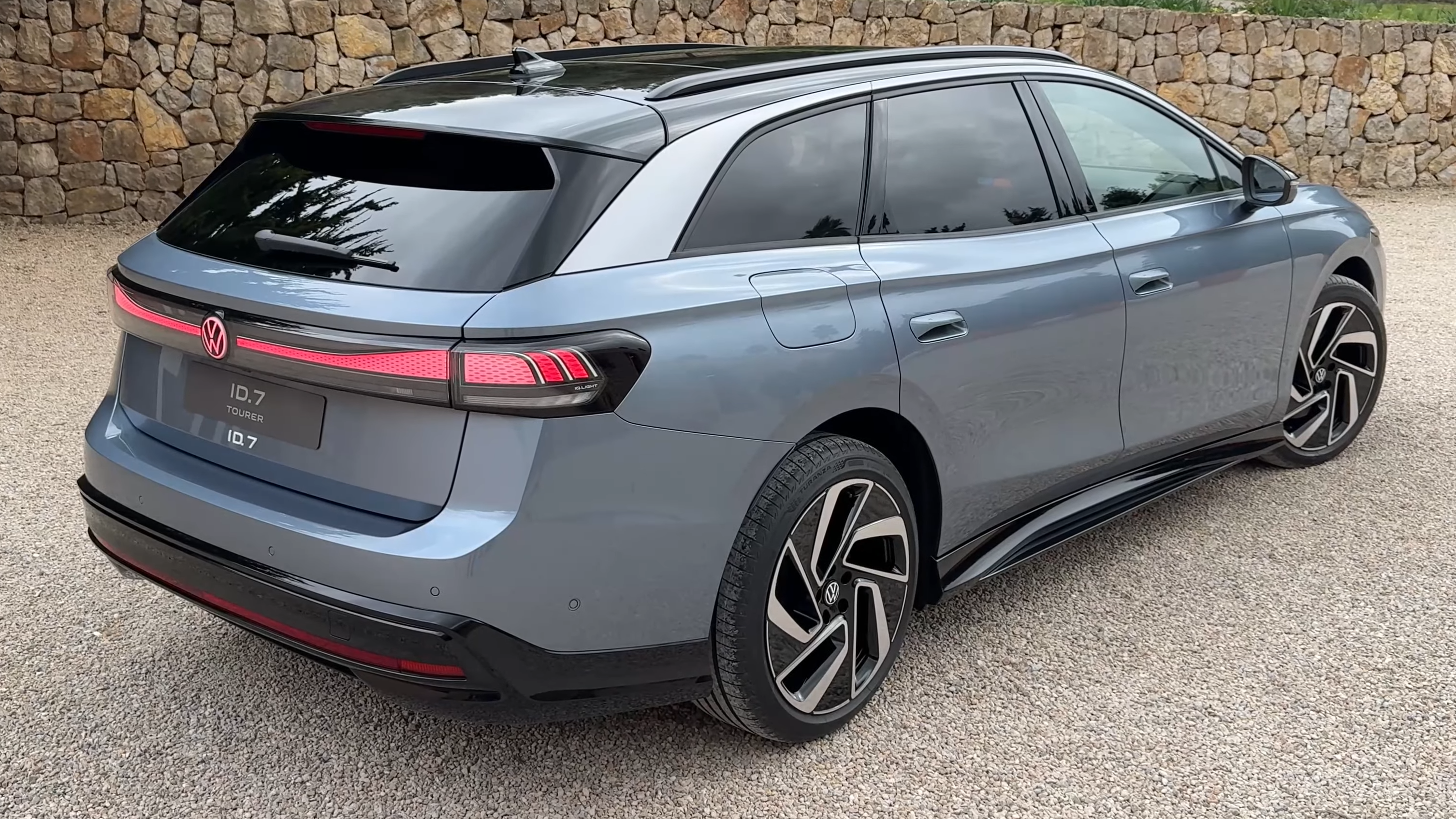
旅行车版后侧
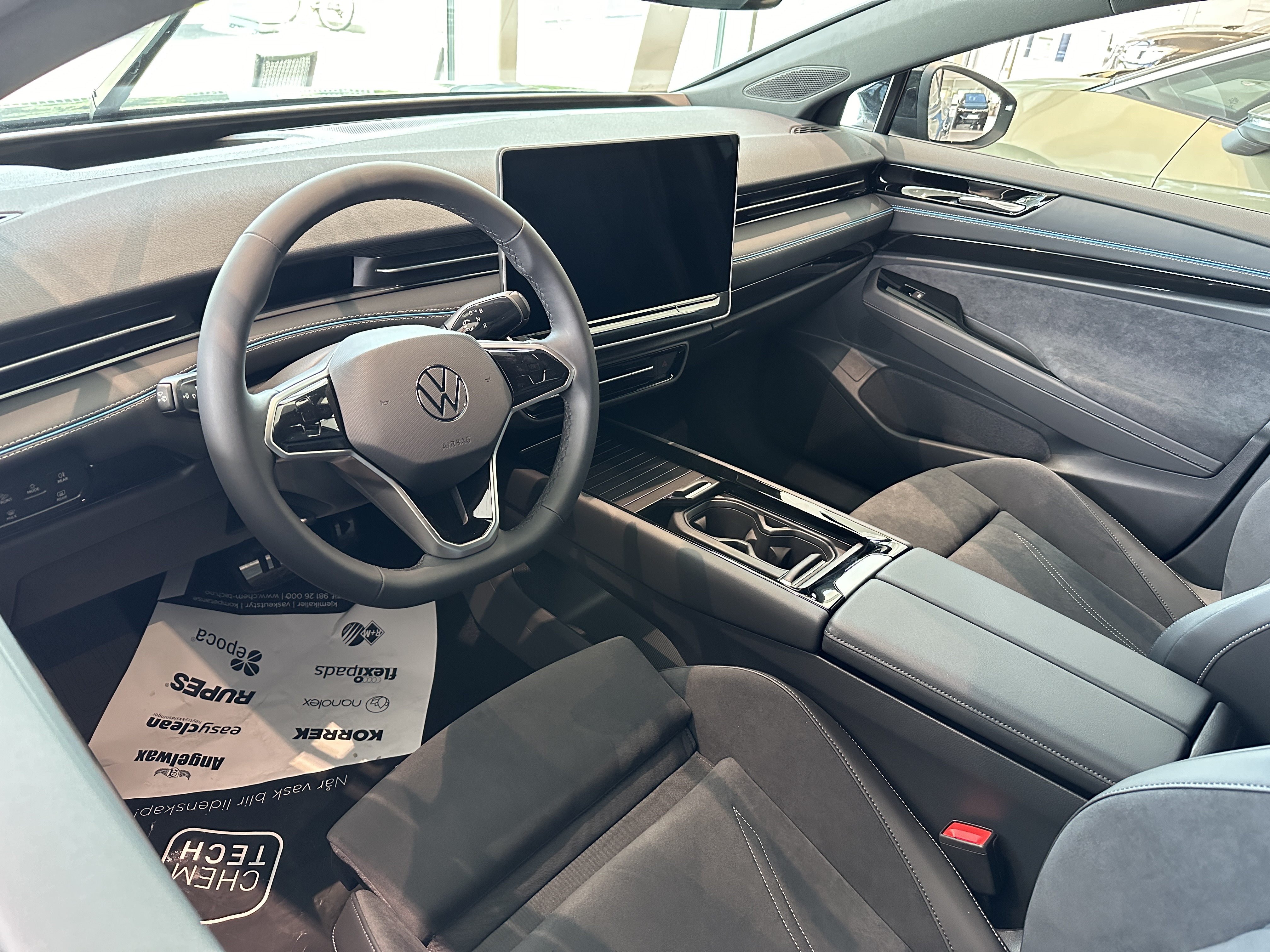
内饰
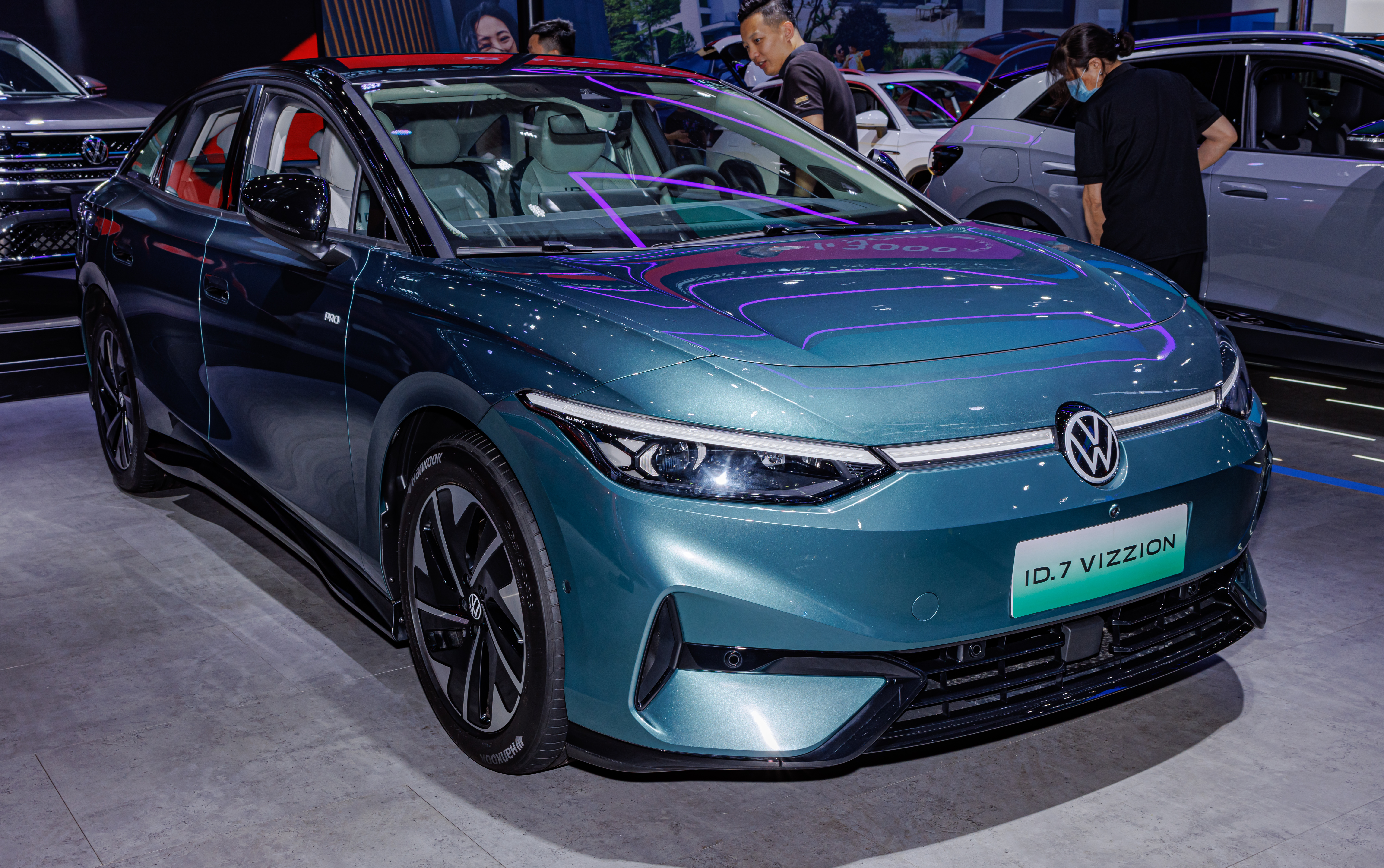
一汽大众ID.7 Vizzion前侧
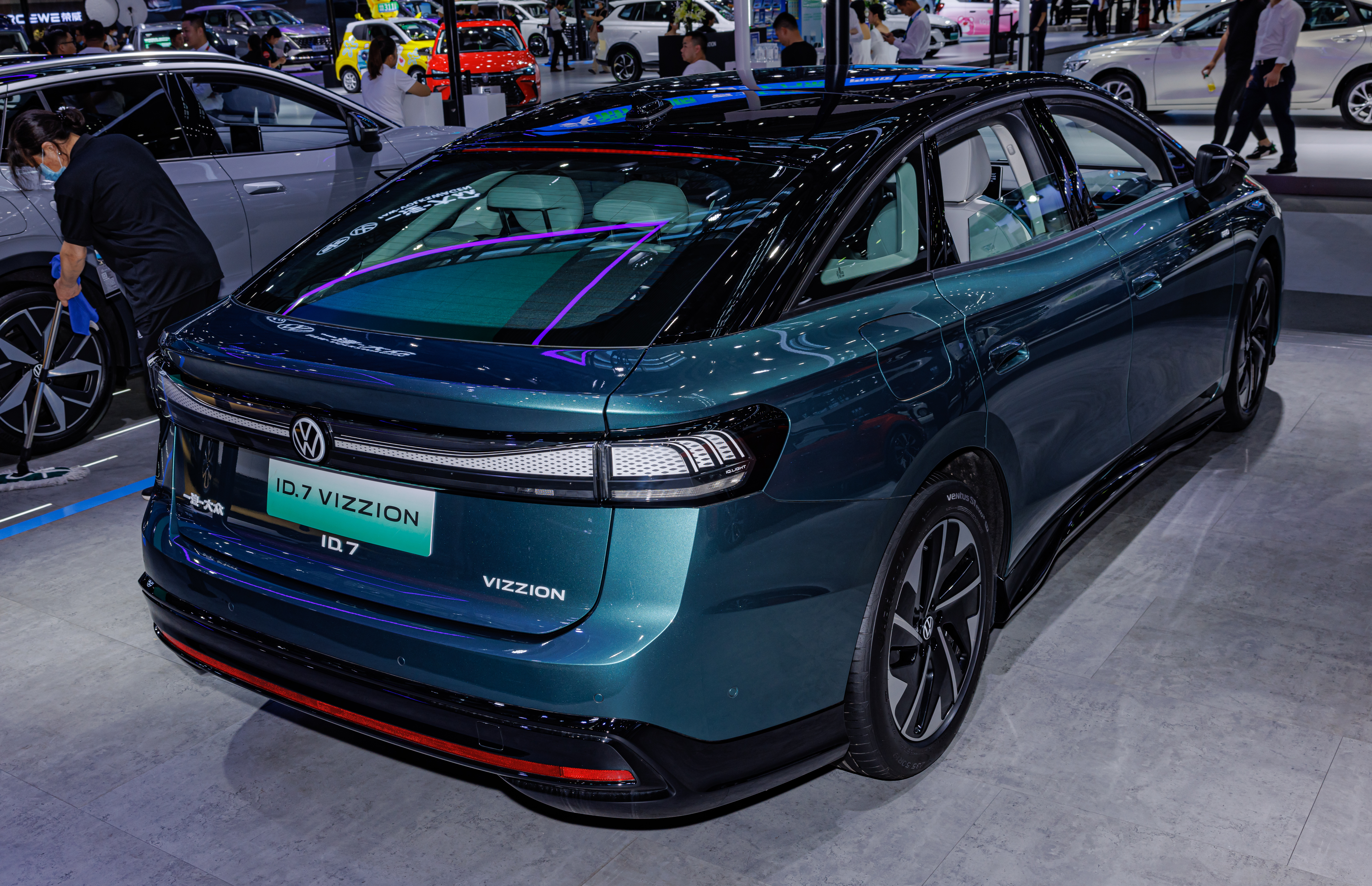
一汽大众ID.7 Vizzion后侧

## 特征
ID.7仪表板配备紧凑的数字仪表显示屏、带有卫星导航与增强现实功能的平视显示器和15英寸信息娱乐触摸屏。在大众收到有关其他车型所用系统的反馈后，该车内置更新后的软件和改进的触摸控制。全车亦配备有语音控制系统，车主可通过语音指令执行任务。而一汽大众的ID.7 Vizzion的语音控制系统由科大讯飞提供技术支持，同时配备ID. Mate AI智能管家。
ID.7的外部配置包括可选全景天窗，配有智能电动镀铬调光功能，可通过语音指令切换透明度。该车可选配700瓦哈曼卡頓音响系统，配有14个扬声器。全车型标配自动停车功能，允许车辆在54英尺（16米）以上的距离自动停车。在欧洲和中国大陆销售的车型配备有全旅程智能辅助驾驶系统（Travel Assist），惟美国车型是否配备尚不清楚。前排座椅采用全新设计，提供可选的Climatronic按摩和温度及湿度传感器，可根据驾驶员和乘客的需求自动调节。气候控制系统具有主动通风口控制功能，智能通风口可通过动态运动通风，而不会将空气直接吹到乘客脸上。
ID.7在歐盟新車安全評鑑協會的测试中获得五星评价。